# MÄR
MÄR -MÄR Heaven- (MÄR –メルヘヴン–?, MÄR -Meru Hevun-, che sta per "Märchen Awakens Romance") è un manga shōnen di genere fantasy scritto e disegnato da Nobuyuki Anzai, pubblicato in Giappone sulla rivista Weekly Shōnen Sunday di Shogakukan dal maggio 2003 al luglio 2006. In Italia è stato pubblicato da Play Media Company dal marzo 2007, ma è stato interrotto dopo l'uscita del 10º volume; successivamente i diritti sono stati acquistati da GP Publishing che ha ripreso la pubblicazione dal primo volume dal 7 novembre 2010 al 10 marzo 2012 a cadenza mensile/bimestrale.
Da esso è stata tratta una serie animata diretta da Masaharu Okuwaki e trasmessa su TV Tokyo tra aprile 2005 e marzo 2007. In Italia l'anime è stato acquistato da Mediaset, che non ha comprato la serie direttamente dal Giappone, bensì dal distributore statunitense Viz Media, e l'ha trasmesso in prima visione sulla rete a pagamento Hiro nell'annata 2009-2010, e replicato in chiaro su Italia 2 fra il 2011 e il 2013.
Un seguito del manga in quattro volumi, chiamato MÄR Omega (MÄR Ω?), è stato pubblicato dal 16 dicembre 2006 al 10 agosto 2007 sempre su Shogakukan, arrivato anche in Italia dalla GP Publishing tra l'aprile e il luglio 2012.

## Trama
Ginta Toramizu è un ragazzino goffo e introverso con una grande passione per i videogiochi e le storie di fantasia. Ginta, ogni notte, sogna avventure nel fantastico mondo di M.A.R. Heaven, avventure a cui però nessuno è disposto a credere, tranne l'amica intima Koyuki. Quello che però non sa, è che il mondo di M.A.R. Heaven esiste davvero, e un giorno lo chiama a sé come guerriero prescelto per proteggerlo dalla rinascita di un essere malvagio che è in procinto di scatenare una guerra per la sua conquista.
Felice di poter finalmente vivere ciò che ha imparato ad amare nei videogames, Ginta parte all'avventura, assieme alla particolarissima arma di cui viene dotato: Babbo, un kendama gigante, capace di variare le proprie dimensioni e di parlare come un gentiluomo d'altri tempi.

## Personaggi

### Protagonisti
Ginta Toramizu (虎水 ギンタ?, Toramizu Ginta)
Doppiato da: Motoko Kumai (ep. 1-89) e Kumiko Higa (ep. 90-102) (ed. giapponese), Daniele Raffaeli (ed. italiana)
Ginta è il ragazzino dodicenne protagonista della storia. Frequenta le scuole medie, ha un carattere molto vivace e sognatore e i suoi compagni di classe lo prendono in giro per gli strani sogni che fa; tutti a parte Koyuki, la sua migliore amica fin dai tempi dell'infanzia e per la quale ha una cotta. Mingherlino e miope, non riesce quasi a tenere una penna in mano tanto è debole. Ce la mette tutta in ogni cosa che fa, ma con scarsi risultati. Abita con la madre, il padre pare sia scomparso da sei anni. La sua vita cambia nel momento in cui il suo sogno diventa realtà: andare in un luogo magico e fantastico dove tutto è verde, i fantasmi esistono e gli animali parlano. Questo posto si chiama MÄR Heaven ed è il luogo che Ginta ha sognato 102 volte. Non appena arrivato, il ragazzino si accorge che non ha più bisogno degli occhiali da vista. Stranamente diventa molto forte e, grazie a tutte le capacità straordinarie che acquista su MÄR Heaven e alla sua grande grinta sino a quel momento repressa, riesce ad esternare il suo carattere allegro e vivace e a stringere amicizia con tutti i personaggi che incontrerà durante la storia, in particolar modo con Babbo, il suo ÄRM, con il quale instaura sin dall'inizio un rapporto di amore e di odio. Sembra avere una cotta per la principessa Neve, che gli ricorda molto la sua amica Koyuki, dato che le due sono identiche. Diventerà il leader del gruppo chiamato MÄR con il quale lui e i suoi compagni parteciperanno ai War Game tenuti dai Chess no Koma per la salvezza o la distruzione di MÄR Heaven.
Koyuki / Neve (スノウ?, Sunou, Snow)
Doppiata da: Ai Shimizu (ed. giapponese), Federica Valenti (ed. italiana)
Buona e gentile, ma anche allegra e coraggiosa, Koyuki è l'amica d'infanzia di Ginta, la persona che lo ha sempre sostenuto ed appoggiato anche quando tutti gli altri erano contro di lui. È una bambina estremamente determinata e forte, che usa i suoi buoni sentimenti per far star bene gli altri. Ginta sente un'aura benefica provenire dalla dolce ragazzina, e anche solo stare al suo fianco lo fa sentire speciale, poiché oltre che essere l'unica vera amica che ha, Koyuki è anche l'unica persona che crede a ciò che lui racconta, ai sogni che fa e al bellissimo e fantastico mondo che vede. La ragazzina è affascinata dai racconti del ragazzo, e vorrebbe anche lei poter vedere questo mondo meraviglioso che le viene descritto. Non dubita di Ginta neanche per un secondo ed è disposta a rischiare tutto per l'amico, di cui si fida ciecamente. È molto brava a cucinare e ama prendersi cura delle persone a cui vuol bene, è altruista e a scuola riscuote molto successo. Tutti si chiedono come sia possibile che lei passi tutto il suo tempo con uno come Ginta, che ha la reputazione dell'idiota. Da piccolo, Ginta veniva sempre maltrattato dai ragazzini prepotenti, ma Koyuki era accanto a lui e lo difendeva; crescendo, è diventata un po' il suo angelo custode. È invaghita di Ginta e sembra proprio che sia ricambiata, inoltre esiste un misterioso legame tra lei e Neve, la principessa di MÄR Heaven. Quando Koyuki dorme, sogna di essere Neve, e tramite lei vede tutto ciò che fa Ginta su MÄR Heaven (andando poi puntualmente ad informarne la mamma, sempre preoccupatissima perché ha paura che anche il figlio scompaia come il marito e non torni mai più); mentre Neve quando dorme sogna di essere Koyuki, e di vivere esattamente la giornata dell'amica d'infanzia di Ginta, finendo così col conoscere sempre meglio il ragazzino, in modo esclusivo, potendo avere a che fare in prima persona anche col suo mondo.
Babbo (バッボ?, Babbo)
Doppiato da: Banjō Ginga (ed. giapponese), Oliviero Corbetta (ed. italiana)
Babbo all'inizio della storia è stato trovato dentro un forziere, all'interno di una grotta. Grazie all'aiuto di Dorothy, Ginta è riuscito a liberarlo dal sigillo che lo legava al forziere, facendo così di lui la sua ÄRM. Babbo però non è un tipo che si fa sottomettere facilmente, è testardo e con Ginta non avrà mai un rapporto di amicizia aperta. Una sua peculiarità è che riesce a parlare, cosa che sanno fare solo, e non tutti, i Guardian ÄRM. Si scoprirà ben presto che in realtà Babbo è stato rinchiuso in quel forziere da Aran, il braccio destro del leader dei Cross Guard, poiché il suo vecchio padrone era Phantom, il leader dei Chess no Koma ed il suo carattere era totalmente diverso da quello che conosciamo adesso. Per fortuna dell'esperienza di sei anni prima, l'ÄRM non ricorda nulla perché ha perso la memoria. È un mattacchione, gli piace prendere in giro e litigare con Ginta, ma si legherà molto a lui. Con le ragazze è tutto diverso, si crede un gentleman e quindi si comporta come tale, molto gentile e pacato, soprattutto educato, anche se a volte fa battute sconce in presenza di una bella donzella. Anche il suo volto cambia aspetto quando ha a che fare con una donna, ad esempio con Neve: gli occhi gli luccicano in modo assurdo e diventa buono e calmo tutto ad un tratto. In fondo ha un cuore d'oro, che mostra soprattutto quando Ginta è in pericolo, cercando di salvarlo o sacrificarsi al posto suo. Dato che ha la forma di un kendama (tipico gioco giapponese), Ginta lo prende spesso in giro dicendogli di esserne uno, ma Babbo ricambia alludendo al ragazzino come suo servo.
Grazie all'immaginazione di Ginta, Babbo può cambiare aspetto, acquistando i seguenti poteri:
- HAMMER ÄRM (babbo versione uno): una specie di guantone da boxe posto sul braccio destro di Ginta, ha un doppio potere, può trasformarsi anche in una spada (DAGGER ÄRM)
- BUBBLE LAUNCHER (babbo versione due): babbo trasformato in una pistola che spara tanti piccoli babbo di sapone esplosivi.
- GARGOYLE (babbo versione tre): ispirato dagli ÄRM guardiani di Neve e Dorothy, Ginta con la sua enorme immaginazione crea questo ÄRM dagli immensi poteri a forma di gargoyle.
- ALICE (babbo versione quattro): un guardian ÄRM con i poteri di un Holy ÄRM (servono per guarire ferite e rigenerare la salute) in forma di fanciulla. Viene utilizzata da Ginta durante lo scontro con Kanocchi, guerriero dell'Armata degli Scacchi.E per liberare Alan(Ed) e Alviss dal sortilegio inflitto rispettivamente da Halloween e da Phantom, ma purtroppo solo Alan riesce a liberarsi dalla maledizione.
- CUSHION JELLY (babbo versione cinque): un ÄRM davvero inusuale, somiglia moltissimo ad un budino gigante che avvolge Ginta e lo protegge dagli attacchi avversari. Ginta lo manifesterà per la prima volta durante lo scontro con Girom di grado alfiere, per evitare di essere stritolato dai ghiacci manipolati dall'avversario. Vi si rifugia poi durante lo scontro con Ash, un guerriero dell'Armata di grado Cavallo.
- GATTO CON GLI STIVALI (babbo versione sei): è un enorme gatto con gli stivali abilissimo nel combattimento e come arma utilizza un pesce. Ha la particolare abilità di sostituire Ginta con dei fantocci.
- UNIFICATION (babbo versione sette): Ginta utilizza questa versione di babbo per far rientrare l'anima del padre nel proprio corpo
- MONBAN PIERROT INVERSO (babbo versione otto): ha la stessa funzione del Monban Pierrot ma invece di trasportare le persone dalla terra a MÄR Heaven svolge la funzione contraria.

### Altri personaggi

I personaggi nell'anime. In senso orario: Ginta e Babbo (in alto a destra), Alan (nell'angolo in alto a destra), Jack (a destra), Dorothy (nell'angolo in basso a destra), Belle sopra ad Edward (in basso), Neve (in basso a sinistra), Nanashi (a sinistra), Alviss (nell'angolo in alto a sinistra) e Phantom e Diana (in alto a sinistra)

Dorothy (ドロシー?, Doroshī)
Doppiata da: Saki Nakajima (ed. giapponese), Jolanda Granato (ed. italiana)
Sempre sicura di sé ed eccentrica, Dorothy è una potente strega. Dotata di potenti ÄRM e di grande forza d'animo, non è seconda a nessuno nel gruppo dei MÄR (è anche l'unica che, Ginta a parte nei match non ufficiali, non ha mai perso) e riesce a battere il suo avversario anche in condizioni disperate. Originaria del Regno dei Maghi, Kaldea, è guidata dal desiderio di portare a termine il compito affidatole dai Saggi della sua Terra, quello di uccidere Queen, la regina dei Chess no Kouma, che ha causato la rovina di MÄR Heaven. Dorothy è in realtà una ragazza molto dolce e sensibile, che non mostra mai le sue lacrime se non in momenti di disperazione. Spietata con gli avversari, non si fa nessun problema ad ucciderli, ma non è cattiva, al contrario, dopo aver promesso a Ginta che non avrebbe più ucciso, lascia vivo ogni suo avversario, eccezion fatta per chi non può assolutamente rimanere in vita. Socievole ma non troppo, non è mai del tutto "parte del gruppo" e molto spesso sta sulle sue. Ha un particolare interesse per Ginta, il quale la attrae per il suo carisma e la sua spontaneità, e spesso e volentieri lo stringe e lo riempie di baci, suscitando le gelosie di Neve, della quale è gelosa a sua volta. Ha un grande senso del dovere e non lascia mai le cose a metà, è sempre molto precisa e anche se non è sempre leale, sa come farsi rispettare dagli altri.
ARM:
- Zephirous Broom
- Toto (Rain Dog)
- Crazy Quilt
- Uomo di Latta
- Ring Dagger
- Flying Leo

Alviss (アルヴィス?, Aruvisu)
Doppiato da: Sōichirō Hoshi (ed. giapponese), Renato Novara (ed. italiana)
Enigmatico e silenzioso, Alviss è il personaggio più popolare della serie, capace di catturare l'attenzione sia del pubblico maschile che di quello femminile per le sue spiccate capacità di combattente e per la sua natura di bishōnen. Benché faccia parte dei MÄR, Alviss sta spesso sulle sue e non mostra mai apertamente le sue emozioni. Chiuso e riservato, è un ragazzo molto educato e rispettoso, ma anche parecchio franco e sincero, a volte cinico ma sempre razionale. Dotato di un grande self-control, combatte sempre lo stretto indispensabile e non disperde mai inutilmente le sue energie. È strettamente legato a Danna e a Phantom; il primo perché lo crebbe come un figlio, accogliendolo nei Cross Guard benché fosse solo un bambino di 10 anni, ed il secondo perché sei anni prima, durante l'ultimo War Game, lo marchiò con lo Zombie Tattoo. Questo tatuaggio è anche considerato una sorta di "battesimo" da parte di Phantom, il quale ha impresso il suo marchio nel corpo del ragazzo per renderlo uguale a lui, un morto vivente. Lo Zombie Tattoo infatti, si sviluppa e cresce con lo stesso Alviss, e quando sarà arrivato a ricoprirne l'intero corpo, lo muterà nell'essere che vive in eterno nel tormento, lo zombie. Per questa ragione giura vendetta nei confronti di Phantom, ed il suo scopo è quello di ucciderlo per liberarsi dalla maledizione, e di salvare MÄR Heaven (il mondo che lui e Danna amavano profondamente) dalla distruzione. È sempre accompagnato dalla fatina Bell (che ha una cotta per lui e lo segue da quando era ancora un bambino) ed ha molto rispetto per Aran, che anni prima è stato un suo grande punto di riferimento nei Cross Guard. Importantissimo per lo svolgimento delle vicende, è proprio Alviss che apre la storia di MÄR, evocando Ginta nel suo mondo tramite l'ÄRM donatagli da Aran, Moban Pierrot. È il diretto rivale di Lauren, poiché i due rappresentano rispettivamente le eredità di Danna e quella di Phantom, per questo cercherà di salvare il ragazzo dal destino che si era scelto seguendo Phantom, aprendogli gli occhi e facendogli capire che percorrere coscientemente una strada sbagliata, porta solo all'oblio.
Jack (ジャック?, Jakku)
Doppiato da: Daisuke Sakaguchi (ed. giapponese), Massimo Di Benedetto (ed. italiana)
Jack è uno dei personaggi più simpatici della serie, vive tutte le situazioni più strane ed è considerato un vero e proprio maniaco da tutti. Anche se non sembrerebbe da come mostra il suo carattere aperto e anche un po' timoroso, il ragazzino ha un passato molto triste alle spalle. Da piccolo infatti, durante la guerra, ha perso il padre che era andato a combattere. Da quel momento ha vissuto da solo con la madre nella loro casa, dove hanno un orticello con il quale coltivando verdure, si guadagnano il pane quotidiano. L'ÄRM che possiede gliel'ha lasciata il padre quando era ancora molto piccolo e non sapeva neanche cosa fosse, figuriamoci utilizzarla. Insieme a Ginta ha giurato di vendicare il padre, e infatti si allena con tutto sé stesso per perseguire questo scopo. Vuole molto bene alla madre, con la quale ha un rapporto molto stretto. Il suo aspetto è simile a quello di una scimmia e per questo viene sempre preso in giro da tutti. Ha un feeling particolare con Pano, una ragazza del gruppo dei Chess no Koma, contro la quale si scontra due volte ottenendo una sconfitta ed una vittoria, dopo la quale sembra davvero che sia sbocciato l'amore tra loro.
Nanashi (ナナシ?, Nanashi)
Doppiato da: Masaya Onosaka (ed. giapponese), Ruggero Andreozzi (ed. italiana)
Nanashi è uno dei personaggi più misteriosi della serie, del quale sappiamo davvero poco, nonostante l'incontro con Galian, figura chiave del suo passato. Boss della regione di Luberia, Nanashi è a capo di una gilda di ladri che ha giurato vendetta contro i Chess no Koma, e che si unisce ai MÄR per combatterli ma soprattutto per vendicare la morte dei suoi compagni, provocata dall'ÄRM succhiasangue di Peta. Dal carattere socievole e allegro, Nanashi è un vero scavezzacollo, che non perde occasione per correre dietro alle belle ragazze (che sono la sua passione, anche se sembra avere un vero interesse per Dorothy) e per far battute, spesso fuori luogo. A discapito delle apparenze, Nanashi è un ragazzo molto gentile e sensibile, che si preoccupa sempre per gli altri ed agisce nel rispetto sia dei suoi compagni che dei suoi avversari. Molto forte e coraggioso, non si tira indietro davanti a niente e segue sempre il suo cuore, in qualunque circostanza. Oltre che una grande abilità ad utilizzare le ÄRM, è dotato di una forza fisica sovraumana, che gli permette di sconfiggere il suo avversario anche a mani nude. È in grado di trattenere la sua forza magica e per questo a volte viene sottovalutato dai suoi avversari, che prontamente, si rendono conto di avere a che fare con una vera forza della natura. Nasconde il suo viso sotto una fascia che gli cade sugli occhi ed una bandana caratteristica dei ladri, per questo sembra avere sempre un'aria un po' bieca, ma in realtà è molto attento e acuto, e non mancano i momenti in cui riflette con grande serietà e sostiene i suoi compagni.

### Scacchiera
Sono gli antagonisti principali della serie, un'armata di individui, mossi ciascuno da diversi ideali e obbiettivi, che hanno dichiarato guerra all'intero mondo di Mar-Heaven con lo scopo principale di distruggerlo. Sono suddivisi in gradi che prendono i nomi dai pezzi degli scacchi: pedoni (i soldati semplici), torri (l'avanguardia), alfieri (soldati scelti), cavalli (élite), regina e re (i comandanti supremi); il loro grado è indicato da un orecchino costituito dal pezzo di appartenenza.

#### Pedoni
Sono i pezzi più deboli della scacchiera, vestono tuniche blu e maschere tutte uguali, si limitano ad eseguire gli ordini dei pezzi di più alto rango e sono per la maggior parte dotati di semplici ÄRM d'attacco di basso livello.
- Gido, è l'unico pedone di cui viene rivelata l'identità, è la partner (e ragazza) di Ian, si sono uniti assieme alla scacchiera nei 6 anni successivi alla prima sconfitta di Phantom, con lo scopo di conquistare potere personale e diventare entrambi cavalli. Affiancherà Ian nella ricerca di Ginta e, dopo la sua seconda sconfitta, per proteggerlo si batterà con Jack, venendo però battuta a sua volta; ciò spinge Ian a chiedere di risparmiarla, in cambio cede agli avversari un ARM sacro. Rientrati al castello, saranno divisi e rinchiusi in celle separate. Halloween prenderà la decisione di punire lei, piuttosto che Ian, in quanto è la persona che più ama e affiderà la tortura a Chimera, il più temuto dei 12 cavalli, venendo ridotta all'ombra di sé stessa, ma non perderà la fiducia in Ian, il quale verrà infine a salvarla dopo aver ottenuto la promozione a cavallo. Quando Ian, dopo la fine dei War game, abbandonerà la scacchiera per seguire l'esempio di Ginta, Chimera deciderà di ucciderla, ma sarà sconfitta da Ian, che se ne andrà con la sua amata per vivere in pace.

#### Torri
Sono l'avanguardia della scacchiera, svolgono varie missioni guidando i pedoni all'attacco.
- Roco è la più potente dei guerrieri di rango torre, al punto da essere paragonabile (o superiore) ad alcuni alfieri. Appare come una bambina dal volto inespressivo, ma in realtà è una donna di 32 anni, questo a causa degli ÄRM delle tenebre che costituiscono il suo arsenale ringiovanisce inesorabilmente di 1 anno ogni volta che ne sfrutta uno. Era a capo del gruppo incaricato dalla regina di trovare la principessa Neve, assieme al compagno Ian, a 9 pedoni e al cavallo Halloween. Nonostante sia solo una torre persino Halloween le porta rispetto e lei può addirittura permettersi di rimproverarlo. Durante l'attacco ai vari regni di Mar-Heaven affiancherà un altro cavallo, Rolan, a riprova che il suo potere è ben oltre il suo grado. Durante i War Game si confronterà, nel 2º turno, contro Nanashi sovrastandolo grazie ai suoi ÄRM delle tenebre, ma questi riuscirà a liberarsi dal maleficio e a distruggerne uno col proprio ÄRM della natura, ma per lo sforzo crollerà esausto. Durante lo scontro successivo, riconoscerà la strega Dorothy e dimostrerà di temerla molto.

Doppiata da: Emanuela Pacotto (ed. italiana)
- Ian è il compagno di Roco e Halloween durante la missione di ricerca di Neve, diventerà un rivale di Ginta dopo il loro primo incontro, nel quale il ragazzino riuscirà a rompergli il braccio con una mossa a sorpresa, sarà la comparsa di Alan a impedirgli di vendicarsi e costretto a ritirarsi per ordine di Halloween e Roco. In seguito, non seguirà gli altri pezzi della scacchiera nell'attacco ai regni di Mar, preferendo cercare Ginta per sfidarlo, ma verrà sconfitto, chiederà al ragazzo una resa quanto anche la sua partner (Gino, un pedone) verrà sconfitta da Jack. Per aver disobbedito agli ordini verrà imprigionato da Halloween, ma non subirà conseguenze, in quanto la scacchierà si vendicherà sulla sua amica. Ian giurerà vendetta verso Halloween e inizierà un duro allenamento per diventare abbastanza forte ed essere promosso a cavallo. Ci riuscirà uccidendo Raperonzolo, la quale doveva essere punita per aver ucciso alcuni suoi compagni colpevoli di aver perso negli scontri contro la squadra Mär.

Doppiato da: Federico Zanandrea (ed. italiana)

#### Alfieri
Sono la classe superiore alle torri e soldati scelti della scacchiera, che svolgono diversi incarichi importanti per il gruppo; sono suddivisi in 10 livelli (in base al livello di energia magica), dal 10º al 1º dove quest'ultimo è costituito dalla rosa dei possibili candidati a diventare prossimi cavalli.
- Emokis è una donna nana e paffuta, molto arrogante e narcisista nonostante l'aspetto orribile, si confronterà con Neve, non tollerando il suo aspetto; possiede un ARM guardiano a forma di spada capace di parola e pensiero, a cui chiede sempre chi sia la più bella, e questi è costretto a mentire, quando affermerà che Neve è più bella di lei lo distruggerà. Tra i suoi ARM figura anche una casetta di marzapane che viene da lei mangiata per aumentare dimensioni e forza; verrà sconfitta da Neve grazie al nuovo ARM guardiano ricevuto a Caldia
- Chaton è uno dei 3 alfieri più potenti, una ragazzina dalla pelle scura con orecchie e coda da gatto che affronterà Alan durante il sesto turno, anche se dall'apparenza innocua e dal carattere gentile è molto potente e, per via delle sue caratteristiche feline, riuscirà a sconfiggere Alan (che è allergico ai gatti), durante l'incontro s'innamorerà anche di lui e abbandonerà la scacchiera per seguirlo. A dispetto della natura felina, possiede un colossale ARM guardiano a forma di bull dog, il quale tuttavia serve solo come diversivo per il suo attacco finale (con cui sconfiggerà Alan). È possibile (se non probabile) che il suo livello di potere magico sia effettivamente superiore a quello di Hamelin (visto che comunque i suoi colpi danneggiano Alan) e quindi l'inferiorità dipenda solo dal repertorio tecnico e, forse, dall'astuzia del compagno.

Doppiata da: Jenny De Cesarei (ed. italiana)
- Hamelin è, secondo Phantom, il più forte in assoluto tra gli alfieri. Si confronterà con Alviss, dando degna prova di forza e strategia. Utilizza un ARM flauto capace di rubare potere magico all'avversario, uno capace di illusioni di numerosi sé stesso, uno per volare e un possente ARM guardiano; con questi mezzi risulterà un avversario pericoloso anche per Alviss (più di Rolan stesso per certi aspetti), ma infine verrà sconfitto dal ragazzo grazie al suo ARM delle tenebre.

Doppiato da: Maurizio Merluzzo (ed. italiana)
- Girom, anche se mai dichiarato ufficialmente, è forse il 4º più potente tra gli Alfieri e un rivale diretto di Ginta, da cui è stato umiliato prima dei War Game; è anche il fratello minore di Raperonzolo, una dei 12 cavalli, arrogante quasi quanto lei e disposto ad uccidere chi ritiene debole (in particolare ucciderà la compagna Aqua, dopo che ella scamperà alla mano di Raperonzolo giocando alla morra, cosa che scatenerà l'ira di Ginta). Possiede ARM della natura basati sul ghiaccio e, dopo la sconfitta subita contro Ginta, si procurerà un ARM guardiano di proporzioni paragonabili al Gargoyle del rivale. Combattendo la sua rivincita su un terreno favorevole (una landa glaciale) sostiene di poter disporre di una forza paragonabile a quella di un cavallo (ma solo forza bruta, mancando di variabilità tra i suoi ARM e capacità strategiche differenti dal colpire a testa bassa, che rendono i Cavalli guerrieri più completi e pericolosi), ma verrà sconfitto comunque dopo che Ginta avrò riacquistato lucidità.

Doppiato da: Davide Garbolino (ed. italiana)
- Garon Rodokin, uno dei più potenti membri della classe alfieri, è il primo di essi a scendere in capo nei war game, dopo i suoi 2 figli (Leno e Pano) confrontandosi con Ginta. Uomo imponente e serio, è estremamente potente sia dal punto di vista fisico che magico, riuscendo ad usare contemporaneamente tutti e 10 i suoi arm della natura (a forma di anelli) per aumentare la sua forza (con 5) e la sua resistenza (con gli altri 5). Egli sembra godere di considerazione anche da parte dei cavalli, come dopo la sua sconfitta elementi di spicco come Halloween e Chimera erano ansiosi di confrontarsi con Ginta. Garon ha anche addestrato i suoi stessi figli, a cui vuole molto bene, per diventare membri della scacchiera

Doppiato da: Mario Zucca (ed. italiana)

#### Cavalli
Sono i pezzi più forti della scacchiera, dei quali fa parte anche Phantom, che è il più potente di questi; al di sotto di lui stanno altri 12 membri (detti "Zodiaco"), similmente agli alfieri, il loro grado di forza è determinato in base al livello di potere magico (anche se ciò non corrisponde necessariamente alla potenza complessiva dell'individuo, come nel caso di Kouga).
- Phantom è il leader apparente della scacchiera e il combattente più forte del gruppo (escludendo il re [che però non scese in campo durante entrambi i War Game]). Dal carattere apparentemente gentile e spensierato, è in realtà spietato e misantropico, ma con un senso dell'onore e una passione per le sfide interessanti. Egli è un non-morto, resuscitato dalla regina come suo guerriero a cui affidare Babbo, al suo interno ha la sfera di Caldia a corromperlo. Possiede la facoltà di marchiare i suoi avversari con un tatuaggio (tatuaggio zombie) che trasforma i "fortunati" in morti viventi come lui.

Doppiato da: Mitsuki Saiga (ed. giapponese), Alessandro Rigotti (ed. italiana)
- Peta è il secondo membro più forte dei cavalli, e il più vicino a Phantom, quasi intimo e forse l'unico che consideri suo amico e come Rolan e Alviss ha ricevuto il tatuaggio zombie per poter vivere in eterno assieme a Phantom; veste con una tunica e un cappello a punta che lo fanno somigliare a un mago/stregone (e sembra svolgere proprio questo ruolo per Phantom) possiede diversi poteri. Non partecipò ai War Game di sei anni fa, limitandosi a recuperare il corpo di Phantom (morto vicendevolmente col Lord) dopo la loro conclusione, annunciando però che un giorno sarebbero tornati. È il responsabile dello sterminio di molti membri della gilda dei ladri di Rubellia e quindi è il nemico giurato di Naneshi, che lo affronterà nel penultimo combattimento del sesto turno dei War Game. Egli usa ARM basati sul sangue, per sottrarlo alle vittime (assieme al potere magico) e per liquefarsi, rendendosi invulnerabile a tutti gli attacchi fisici. Sia Alan che Dorothy riconoscono in lui un potere magico e un'abilità nell'usarlo senza pari; inoltre è il capo stratega della scacchiera, quindi assai scaltro, astuto e intelligente.

Doppiato da: Stefano Pozzi (ed. italiana)
- Halloween è il terzo membro più forte dei cavalli e il rivale di Alan, nonché responsabile della sua maledizione di condividere il suo corpo con Ed. Forse è il più inquietante tra i membri dello zodiaco, per aspetto, la sua testa è costituita da un pomodoro (o forse una zucca, visto il nome), e il suo intero corpo è avvolto in uno stretto mantello che lo fa apparire come un fantasma, sulla schiena porta un'enorme croce metallica. Nei War Game di sei anni prima pareggiò contro Alan.

Doppiato da: Alessandro Maria D'Errico (ed. italiana)
- Chimera è il quarto membro più forte tra i cavalli e il più temuto per brutalità tra i membri inferiori; è in realtà una donna, che dopo aver perso l'amore della sua vita decise di usare il potere degli ARM fantasma, offertigli da Peta, capaci di modificare il corpo dell'utilizzatore, il quale cessa di essere considerato umano divenendo un mostro inquietante. Durante gli atti di guerriglia antecedenti ai War Game stermina un regno in compagnia di Halloween e nelle qualificazioni per i War Game sconfiggerà Gaira (anche se questi riuscirà a non soccombere), nell'ultimo turno dei War Game combatterà contro Dorothy. È inoltre la responsabile delle tortura inflitte a Gido, la compagna di Ian, e per questo egli prenderà a inseguirla, dopo che ella avrà abbandonato la sfida contro Dorothy per cercare il leggendario ARM fantasma supremo! Riesce a impadronirsene, ma a causa del ricordo dell'uomo che amava non potrà sostenerlo e Ian lo distruggerà, riducendone il potere enormemente; per vendetta allora Chimera attenterà alla vita di Gido, ma verrà sconfitta da Ian e infine deciderà di dargli un ARM per curare la ragazza prima di spirare e raggiungere il suo amato nell'aldilà. Il suo orecchino, simbolo del grado di cavallo, è incastonato come un piercing sulla sua lingua.

Doppiata da: Maddalena Vadacca (ed. italiana)
- Vidar è il più anziano membro bella scacchiera (ha ben 84 anni) esperto di ARM della natura che si basano sull'uso delle piante e uno dei più potenti membri dello zodiaco (forse il 5º). Durante i War Game di sei anni fa affrontò e uccise il padre di Jack. Possiede il leggendario ARM della natura che evoca il gigantesco albero Yggdrasill che anche il padre di Jack sognava di trovare, ignorando che la fonte del suo potere era la sofferenza degli esseri viventi, lo scopo di Vidar è quello di far crescere tale pianta fino al cielo, perciò si è unito alla scacchiera, un gruppo che porta dolore e sofferenza al mondo intero. Si confronterà con Jack durante il primo scontro del turno finale dei War Game.

Doppiato da: Antonio Paiola (ed. italiana)
- Rolan è ritenuto uno dei più forti cavalli (poiché Phantom afferma che i 5 rimasti per l'ultimo turno sono i pezzi più forti, oltre a lui stesso) e uno dei pochi prescelti ad aver ricevuto il tatuaggio zombie (assieme a Peta e Alviss), il che lo rende uno dei più vicini a Phantom. Nei War Game di 6 anni fa (con il rango di Torre) si batté con Alviss, ritirandosi subito per paura. Oggi è all'apice dello zodiaco e desidera più di ogni altra cosa compiacere Phantom, ciò lo ha portato a sviluppare sentimenti contrastanti per Alviss stesso; lo ammira per essere un prescelto come lui da Phantom, ma ne è geloso e odia il fatto che si opponga al potere del tatuaggio zombie. Di carattere gentile e pacato, nonché spesso sbadato, è un guerriero abile e dotato, ma la sua forza effettiva sembra molto inferiore agli elogi che ha ricevuto.

Doppiato da: Davide Albano (ed. italiana)
- Candice è uno dei 12 cavalli, una donna di bella presenza, nonostante il corpo pieno di cicatrici e un occhio coperto da una benda. Dal carattere violento, sadico, perverso e masochista (è solita lasciarsi colpire dagli attacchi nemici solo per saggiarne la forza, a ciò si devono le sue cicatrici) sembra essersi unita alla scacchiera solo per amore verso Phantom ed è una dei più vicini a lui, assieme a Rolan e Peta. Usa ARM della natura basati sulla pietra, al posto dell'occhio coperto da una benda ha una pietra magica che le consente di ritorcere gli attacchi contro il nemico e possiede un temibile ARM delle tenebre (la testa di gorgone) che pietrifica l'avversario, ma come tutti gli ARM di tale categoria ha un inconveniente, l'utilizzo richiede una quantità di energia magica spropositata, anche per un cavallo come lei, così usa un ARM speciale a forma di orologio per accumulare energia ad ogni attacco subito sul suo corpo (compresi quelli auto inferti), una volta che la lancetta ha completato un giro completo del quadrante (e quindi Candice ha subito almeno 12 attacchi) ella guadagna sufficiente energia magica per attivare la testa di Gorgone; questo è anche l'unico ARM delle tenebre i cui effetti non possono annullati nemmeno da un ARM sacro, l'unica speranza è distruggerlo prima che la pietrificazione sia completata o sarà irreversibile. Durante il 4º turno si confronterà con Jack, nonostante lo derida all'inizio, lo ritiene poi degno di usare il suo ARM delle tenebre e pietrificarlo, ciò segnerà la sua sconfitta, in quanto la pietrificazione non è istantanea, ma dura alcuni minuti, e permette a Jack di attivare l'ARM ricevuto a Caldia e sconfiggerla. Dopo la fine dei War Game sarà, assieme a Rolan, l'unico membro della scacchiera ad assistere Phantom nel tentativo di portare Alviss dalla loro parte e poi alla ricerca dell'ARM leggendario capace di esaudire ogni desiderio.

Doppiata da: Monica Bonetto (ed. italiana)
- Ash è uno dei dodici cavalli, si è unito alla scacchiera unicamente per proteggere tutti i bambini, dall'animo buono e sensibile, cercherà di convincere Ginta (che è un bambino dal suo punto di vista) ad arrendersi e allearsi alla scacchiera. A dispetto del suo carattere, indossa una maschera di teschio e una tunica con cappuccio che lo fanno rassomigliare al cupo mietitore. Inoltre è guerriero molto potente, tanto da competere praticamente al pari con Ginta, anche dopo il suo allenamento contro l'ombra, ma alla fine si arrenderà, convinto dalle parole del ragazzo sull'incompatibilità dei suoi ideali e quelli della scacchiera, nonostante ciò non abbandonerà il gruppo. La sua specialità sono gli ARM dimensionali, di cui fa largo uso in svariati modi. Dopo i War Game e la morte di Phatom, sarà l'unico pezzo della scacchiera rimasto al castello a salvarsi dal re, che intende uccidere tutti i sottoposti oramai inutili, e aiuterà Ginta a contrastare i suoi piani grazie al proprio ARM dimensionale più potente.

Doppiato da: Diego Sabre (ed. italiana)
- Galian è uno dei 12 cavalli e l'ex leader della gilda dei ladri di Rubellia, nonché colui che ha trovato e addestrato Nanashi salvandogli la vita; in realtà è sempre stato un pezzo della scacchiera e non mostra alcun dispiacere per la morte dei suoi compagni provocata da Peta. Affronterà senza esitazioni Nanashi durante il quinto turno, riuscendo in un primo momento a sopraffarlo, ma infine verrà sconfitto e Galian si ritirerà; la sera prima della sfida con Peta sfiderà nuovamente Nanashi per dargli la spinta necessaria al confronto e, durante la lotta, sarà presente per sostenerlo.

Doppiato da: Gianluca Iacono (ed. italiana)
- Pinocchio è uno dei 12 cavalli, un tempo un semplice pupazzo di legno, regalato da Diana a Dorothy e in seguito animato dalla regina per farne il proprio guerriero. Odia profondamente la giovane strega, ma (come il personaggio a cui è ispirato) mente affermando il contrario. Possiede ben 3 braccia (uno che tiene nascosto) allungabili, dal suo addome può far emergere una sega circolare e possiede un ARM guardiano simile ad una balena (ulteriore richiamo al personaggio della favola) al cui interno è impossibile usare ARM e poteri magici, ma in cui vive un buffo esserino (imprigionato anni prima dalla regina per aver accidentalmente calpestato il suo abito, ma a cui concesse di sopravvivere ai succhi gastrici del mostro) che può decidere se attivare o meno i poteri di chi viene divorato; sarà facendo leva su di lui che Dorothy riuscirà a liberarsi e sconfiggere Pinocchio. In seguito si alleerà con Girom e Koga per sconfiggere Ginta, Dorothy e Alviss e impedirgli di arrivare a Caldia per riparare Babbo.

Doppiato da: Irene Scalzo (ed. italiana)
- Magico-Ro è uno dei 12 cavalli, fedele seguace di Diana, a cui affidò il compito di assistere a Neve durante l'infanzia e di cui divenne amico, a dispetto di ciò egli serve esclusivamente la regina credendo che, per quanto duri siano i suoi sistemi, ella sia in buona fede. Quando gli fu ordinato di combattere nei War Game contro di lei per catturarla eseguì senza esitazione e, anche a causa del legame con lui, Neve fu fatta prigioniera rapidamente. Quando Ginta, Alan e Ed giungeranno a liberarla egli tenterà di fermarli, venendo però sconfitto, alla fine sarà convinto che Diana malvagia e si sacrificherà per liberare Neve dal cubo della morte.
- Koga è un possente membro dello zodiaco, con un volto orrendo che lo ha fatto perseguitare dagli altri fin da bambino e lo ha portato ad odiare e ritenere deboli e superficiali coloro che godono di bell'aspetto, come Alviss. Inizialmente viene sottostimato da Dorothy e Alan poiché sembra possedere poca energia magica, in realtà dispone di un'enorme forza fisica e una resistenza ancora maggiore (dovuta agli abusi subiti per il suo aspetto) tale da sostenere senza danni apparenti numerosi assalti da parte di Alviss, risultando il membro della scacchiera più resistente in assoluto. A causa della sua grossa mole è poco agile e veloce, ma compensa tramite il proprio ARM guardiano, la rana Kung Fu, il più rapido esistente. Altro suo difetto è la scarsa intelligenza e l'ostinazione nel perseverare i propri obbiettivi (similmente a Girom). Durante il sesto turno metterà in seria difficoltà Alviss nonostante sia ulteriormente migliorato rispetto al primo scontro avuto con un cavallo (Rolan) e lo obbligherà a ricorrere al nuovo ARM ricevuto a Caldia, col quale comunque non riuscirà ad eliminarlo definitivamente, ma solo a sconfiggerlo il tempo necessario ad ottenere la vittoria (a riprova della straordinaria resistenza di Koga). Nonostante le notevoli dimostrazioni, non viene considerato nella rosa dei cavalli, a dispetto invece di Rolan. Dopo la fine dei War Game si alleerà con Girom e Pinocchio per sconfiggere Ginta, Dorothy e Alviss e impedirgli di arrivare a Caldia per riparare Babbo.

Doppiato da: Cesare Rasini (ed. italiana)
- Raperonzolo è probabilmente la più debole tra i membri dello zodiaco, ma anche la più presuntuosa e arrogante, sorella maggiore di Girom e l'unica persona per cui prova stima e affetto. Come il fratello usa un ARM della natura a base di ghiaccio, ma con maggior potenza, maestria e letalità; inoltre un secondo ARM le consente di manipolare i propri capelli come fruste o lance; si confronterà con Dorothy durante il quarto turno, venendone sconfitta dopo una cruenta lotta, in cui infliggerà alla giovane strega una brutta ferita all'addome. In seguito, Phantom deciderà di punirla per aver eliminato tutti gli alfieri (eccetto il fratello) del suo gruppo solo perché erano stati sconfitti; quindi le farà sfidare Ian, appena tornato dalla porta della disciplina, e da lui verrà uccisa sotto lo sguardo disperato del fratello. Ian prenderà il suo posto come nuovo Cavallo, mentre Girom giurerà di vendicarla (anche se non rivolgerà mai la sua ira su Ian, ma su Ginta) e preserverà una ciocca dei suoi capelli in suo ricordo.

Doppiata da: Marina Thovez (ed. italiana)

#### Re e Regina
Sono i comandanti supremi della scacchiera e coloro che l'hanno creata, assieme a Phantom; poiché le loro identità non furono mai scoperte fino ai nuovi War Game, Alan e la guardia crociata li cercarono ovunque per sconfiggerli e si arrivò anche a ipotizzare che forse la regina potesse essere un loro alleato.
- Diana è la sorella maggiore di Dorothy (e quindi principessa di Caldia) e matrigna di Neve, è colei che ha creato la scacchiera, dopo aver abbandonato il suo regno rubando 798 ARM di ogni genere (tra cui Babbo e il Pierrot guardia porta) e di aver organizzato l'alleanza degli eserciti di Mar.Heaven nella guardia crociata, manipolando quindi la guerra di 6 anni prima. Fu lei a permettere ad Alan di richiamare il lord (grazie al Pierrot guardia porta), che sconfisse Phantom; inoltre è colei che ha resuscitato Phantom rendendolo un morto vivente e gli ha concesso il potere del tatuaggio zombie, oltre a Babbo (corrotto dalla sfera di Caldia).

## ARM
Nel mondo di Mar-Heaven le armi e gli oggetti di uso comune sono principalmente costituiti dagli ARM, strumenti magici di dimensioni variabili alimentati (quasi sempre) dalla magia dell'utilizzatore, ne esistono di varie categorie e sono per la maggior parte originari di Caldia, la terra dei maghi e delle streghe; sebbene gli ARM comuni e i più deboli ARM d'attacco possano essere forgiati da ogni abile fabbro.
ARM comuni: sono gli ARM più semplici che hanno la sola funzione dell'oggetto che rappresentano e la loro unica capacità magica è quella di mutare dimensione (rimpicciolendosi); in origine la pala di Jack rientrava in questa categoria, saranno le pietre magiche donategli da Dorothy a permettergli di usarla come ARM d'attacco e/o della Natura.
ARM d'attacco: sono gli ARM da battaglia più utilizzati, sono quasi sempre d'aspetto richiamante armi convenzionali, ma dotati di qualche capacità extra.
ARM della natura: gli ARM di questa categoria comprendono 3 differenti variabili:
- ARM che potenziano/manipolano il corpo (i più comuni), non sono da confondere con gli ARM fantasma, che sono veri e propri ARM trapiantati nell'organismo
- ARM che controllano/producono elementi della natura
- ARM che controllano/richiamano gli animali (Aqua della scacchiera è l'unica a mostrarne di questo tipo)

ARM guardiani: sono ARM che evocano esseri capaci di combattere e/o proteggere l'utilizzatore, possono essere piccoli e insignificanti, o colossali e terrificanti, alcuni possono anche possedere una propria mente e agire all'unisono col proprio evocatore (tramite il sesto senso) diventando una squadra micidiale, i più però sono limitati ad eseguire semplici ordini; nell'anime è anche mostrato un guardiano che può essere effettivamente pilotato standovi sulla testa (secondo Dorothy è molto raro e potente). Babbo, come Gatto degli stivali, è l'unico ARM guardiano che possa utilizzare altri ARM.
ARM dimensionali: sono ARM di vario utilizzo, in particolare servono per viaggiare e/o comunicare (come gli orecchini della scacchiera o i simboli guardia crociata). Il "pierrot guardia porta" che ha permesso ad Alan prima e Alviss poi, di evocare il lord e Ginta rispettivamente, rientra in questa categoria, ed è considerato uno dei più potenti. Esistono anche ARM dimensionali che servono a imprigionare qualcuno, o scomporre il proprio corpo. Ash della scacchiera sembra il più esperto e vario nell'utilizzo di questi ARM e ne possiede addirittura uno capace di riparare le fratture dimensionali.
ARM sacri: sono usati per curare le ferite, rigenerarsi dalla stanchezza e sono gli unici a poter neutralizzare gli effetti degli ARM delle tenebre.
ARM delle Tenebre: permettono di lanciare vere e proprie maledizioni agli avversari, ma ciascuno di essi a un proprio contrappeso che colpisce l'utente ad ogni utilizzo; tanto più è potente l'ARM tanto più è dannoso usarlo. Un caso particolare sono i 7 ARM di Roco, che hanno tutti come effetto quello di ringiovanirla di un anno ad ogni utilizzo, per quanto ciascuno abbia effetti diversi. Di solito possono essere neutralizzati solo da ARM sacri o rompendoli (la testa di Gorgone di Candice è l'unico ARM delle tenebre noto i cui effetti sono permanenti anche per gli ARM sacri se non si riesce a romperlo prima che la pietrificazione della vittima venga ultimata).
ARM Fantasma: sono particolari ARM che vengono direttamente impiantati sull'utente, trasmutandone l'organismo; sono consideranti della stessa pericolosità degli ARM delle tenebre e richiedono anch'essi un certo prezzo (come la perdita della propria umanità). A un certo punto, a Caldia fu proibito creare nuovi arm fantasma, nonché di utilizzarli. Kapel Maister, degli scacchi fantasma, è convinto che essi siano gli arm supremi ed è attualmente l'unico individuo che li studia (creandone nuovi modelli estremamente potenti e pericolosi).
ARM unici: sono ARM che non rientrano in nessuna categoria convenzionale, Babbo in forma base e in forma "budino" rientrano in questa categoria.
ARM leggendari: non sono proprio una categoria a sé stante, bensì si tratta di ARM estremamente rari e/o potenti per ciascuna tipologia.
- Spada del coraggio, è il leggendario ARM d'attacco del tesoro di Reginerae (esclusivo dell'anime) è un ciondolo a forma di spada che reagisce al coraggio di chi è vicino e lo avvolge in un'armatura quasi invincibile. Con esso il soldato del castello sconfiggerà Alibabà, una delle più potenti torri; è uno dei pochi ARM il cui potere non dipende dall'energia magica dell'utilizzatore ma da altri fattori (il coraggio, nella fattispecie)
- Leggendario ARM fantasma supremo, noto anche come Hydra, è l'ARM più bramato da Chimera, ma che persino Peta le sconsiglia di cercare; è stato sigillato al centro di un lago acido, su una montagna sperduta tra le foreste. In cambio di ogni ricordo della propria umanità e vita, trasforma l'utilizzatore in un gigantesco essere demoniaco, simile ad un drago; se il patto non viene rispettato l'ARM si rivolterà contro l'utilizzatore iniziando a torturarlo per distruggerne l'identità, lasciandolo inoltre indifeso.
- Leggendario ARM che esaudisce ogni desiderio, probabilmente di categoria unica è un ARM (esclusivo dell'anime) ricercato dagli scacchi fantasma, seguaci fedeli a Phantom, affinché egli possa veder realizzato il suo sogno; sarà trovato da Alviss, il quale però non esprimerà alcun desiderio, ottenendo dall'ARM qualcosa di più prezioso.
- Leggendario ARM guardiano: Golem di cristallo. È un particolare ARM guardiano che per essere attivato necessita assimilare le energia magiche di una fata (creature molto rare). La sua forma di partenza è costituita da una gabbia di metallo e vetro in cui va rinchiusa la fata, quindi inizia il processo che ne prosciuga le energie, mentre l'ARM prende corpo. Dapprima è un colosso di fango, che in seguito s'indurisce fino a diventare di pietra e infine essa si trasmuta in cristallo; secondo la leggenda una volta raggiunta la vera forma sarà invincibile. Il processo di evoluzione dura alcune ore e si conclude con la morte della fata, se però si riesce a rompere la gabbia e liberarla l'ARM verrà distrutto a sua volta (anche se ha già iniziato a cristallizzarsi)
- Leggendario ARM sacro scudo Aegis, costituito dall'effigie di un piccolo scudo. Si attiva a difesa del proprio utilizzatore automaticamente in risposta a una grande forza di volontà, esso funge da ottima difesa contro gli attacchi, è in grado di curare anche ferite mortali (e persino il dissanguamento operato dagli ARM di Peta) e raddoppia la forza magica di chi lo utilizza (effetto che sembra permanere anche in seguito ad eventuale rottura). Regalato a Nanashi da Dorothy, è l'arma principale che gli ha permesso di sconfiggere Peta
- Arm leggendario dimensionale e della natura: non sono stati rivelati quali siano gli arm leggendari di queste 2 categorie, ma a giudicare dagli indizi è probabile che uno di essi sia Yggdrasill, l'arm della natura di Vidar, definito come albero mitico e che funziona in maniera a sé stante e completamente differente rispetto a tutti gli altri arm della sua categoria. Per l'arm leggendario dimensionale esistono invece due possibili candidati il pierrot guardia porta, per le sue caratteristiche e l'anello di Ash, unico arm capace di contrastare i piani del re della scacchiera.
- per gli ARM comuni, data la loro natura semplice e la possibilità di essere forgiati anche da abili fabbri, probabilmente non esistono versioni leggendarie

## Manga

### MÄR
Il manga è stato pubblicato sulla rivista Weekly Shōnen Sunday e successivamente serializzato in 15 tankōbon dal maggio 2003 all'agosto 2006.
In Italia è stato pubblicato da Play Media Company a partire dal marzo 2007, ma è stato interrotto dopo l'uscita del 10º volume. Successivamente i diritti sono stati acquistati dalla GP Publishing che ha ripreso la pubblicazione dal primo volume dal 7 novembre 2010 al 10 marzo 2012 a cadenza mensile/bimestrale.
| Nº | Data di prima pubblicazione | Data di prima pubblicazione | Data di prima pubblicazione                                             | Data di prima pubblicazione |
| Nº | Giapponese                  | Giapponese                  | Italiano                                                                | Italiano                    |
| -- | --------------------------- | --------------------------- | ----------------------------------------------------------------------- | --------------------------- |
| 1  | 17 maggio 2003              | ISBN 4-09-126441-7          | 6 marzo 2007 (Play Media Company) 7 novembre 2010 (GP Publishing)       | ISBN 978-88-6468-302-7      |
| 2  | 18 luglio 2003              | ISBN 4-09-126442-5          | 5 aprile 2007 (Play Media Company) 5 dicembre 2010 (GP Publishing)      | ISBN 978-88-6468-303-4      |
| 3  | 18 ottobre 2003             | ISBN 4-09-126443-3          | 15 maggio 2007 (Play Media Company) 27 febbraio 2011 (GP Publishing)    | ISBN 978-88-6468-304-1      |
| 4  | 17 gennaio 2004             | ISBN 4-09-126444-1          | 5 giugno 2007 (Play Media Company) 16 aprile 2011 (GP Publishing)       | ISBN 978-88-6468-305-8      |
| 5  | 17 aprile 2004              | ISBN 4-09-126445-X          | 9 luglio 2007 (Play Media Company) 14 maggio 2011 (GP Publishing)       | ISBN 978-88-6468-306-5      |
| 6  | 18 giugno 2004              | ISBN 4-09-126446-8          | 7 agosto 2007 (Play Media Company) 18 giugno 2011 (GP Publishing)       | ISBN 978-88-6468-438-3      |
| 7  | 17 settembre 2004           | ISBN 4-09-126447-6          | 12 settembre 2007 (Play Media Company) 24 luglio 2011 (GP Publishing)   | ISBN 978-88-6468-439-0      |
| 8  | 17 dicembre 2004            | ISBN 4-09-126448-4          | 12 ottobre 2007 (Play Media Company) 30 agosto 2011 (GP Publishing)     | ISBN 978-88-6468-440-6      |
| 9  | 18 marzo 2005               | ISBN 4-09-126449-2          | 14 novembre 2007 (Play Media Company) 17 settembre 2011 (GP Publishing) | ISBN 978-88-6468-441-3      |
| 10 | 16 giugno 2005              | ISBN 4-09-126450-6          | 10 dicembre 2007 (Play Media Company) 15 ottobre 2011 (GP Publishing)   | ISBN 978-88-6468-442-0      |
| 11 | 16 settembre 2005           | ISBN 4-09-127331-9          | 19 novembre 2011                                                        | ISBN 978-88-6468-443-7      |
| 12 | 15 dicembre 2005            | ISBN 4-09-127332-7          | 3 dicembre 2011                                                         | ISBN 978-88-6468-444-4      |
| 13 | 17 marzo 2006               | ISBN 4-09-120125-3          | 14 gennaio 2012                                                         | ISBN 978-88-6468-640-0      |
| 14 | 16 giugno 2006              | ISBN 4-09-120380-9          | 11 febbraio 2012                                                        | ISBN 978-88-6468-641-7      |
| 15 | 11 agosto 2006              | ISBN 4-09-120575-5          | 10 marzo 2012                                                           | ISBN 978-88-6468-642-4      |

### MÄR Omega

Copertina del primo volume dell'edizione italiana della serie Omega

Spin-off della serie, ad opera di Kōichirō Hoshino, è stato pubblicato dalla Shogakukan da dicembre 2006 all'agosto 2007. La storia ha come protagonista non più Ginta ma Kai. In Italia è stato pubblicato da GP Publishing da aprile a luglio 2012, subito dopo la serie principale.
| Nº | Data di prima pubblicazione | Data di prima pubblicazione | Data di prima pubblicazione | Data di prima pubblicazione |
| Nº | Giapponese                  | Giapponese                  | Italiano                    | Italiano                    |
| -- | --------------------------- | --------------------------- | --------------------------- | --------------------------- |
| 1  | 16 dicembre 2006            | ISBN 4-09-120690-5          | 7 aprile 2012               | ISBN 978-88-6468-705-6      |
| 2  | 16 febbraio 2007            | ISBN 978-4-09-121019-7      | 12 maggio 2012              | ISBN 978-88-6468-706-3      |
| 3  | 18 maggio 2007              | ISBN 978-4-09-121067-8      | 9 giugno 2012               | ISBN 978-88-6468-707-0      |
| 4  | 10 agosto 2007              | ISBN 978-4-09-121159-0      | 14 luglio 2012              | ISBN 978-88-6468-708-7      |

## Anime

Logo della serie

L'anime è andato in onda su TV Tokyo in Giappone dal 3 aprile 2005 al 25 marzo 2007. In Italia è stato trasmesso su Hiro dal 25 dicembre 2009 al 9 maggio 2010. L'episodio 3 è stato saltato durante la prima messa in onda, ma è stato successivamente recuperato. I primi tredici episodi sono stati replicati quindi su Italia 2 dall'8 luglio al 30 settembre 2011, all'interno del contenitore serale settimanale Wonder Jap. Il 13 maggio 2013 la serie è ripartita, sempre su Italia 2, e le puntate inedite in chiaro sono state trasmesse dal 1º giugno al 14 settembre, con una piccola maratona notturna conclusiva per gli ultimi episodi.

### Episodi
| Nº  | Titolo italiano Giapponese 「Kanji」 - Rōmaji | In onda           | In onda          |
| Nº  | Titolo italiano Giapponese 「Kanji」 - Rōmaji | Giapponese        | Italiano         |
| 1   | La porta per l'altro mondo 「開け！異世界の扉！！」 - Hirake! I Sekai no tobira!!                                                                           | 3 aprile 2005     | 25 dicembre 2009 |
| 2   | Babbo: l'ARM leggendario 「伝説のアーム！バッボ！！」 - Densetsu no Āmu! Babbo!!                                                                            | 10 aprile 2005    | 26 dicembre 2009 |
| 3   | Jack in azione 「ジャック！バトルスコップ発動！！」 - Jakku! Batoru Sukoppu hatsudō!!                                                                       | 17 aprile 2005    | 29 aprile 2010   |
| 4   | Perduto e ritrovato 「ギンタ！バッボを取り返せ！！」 - Ginta! Babbo wo torikaese!!                                                                          | 24 aprile 2005    | 29 dicembre 2009 |
| 5   | Un giovane misterioso 「謎の美少年、アルヴィス」 - Nazo no bishōnen, Aruvisu                                                                                | 1º maggio 2005    | 30 dicembre 2009 |
| 6   | Neve, la ragazza che vive nel ghiaccio 「氷の中の少女、スノウ」 - Kōri no naka no shōjo, Sunou                                                              | 8 maggio 2005     | 31 dicembre 2009 |
| 7   | All'interno di Ed 「目覚めよ！もう一人のエド！！」 - Mezame yo! Mou hitori no Edo!!                                                                         | 15 maggio 2005    | 1º gennaio 2010  |
| 8   | Phantom, il non morto 「復活のナイト·ファントム」 - Fukkatsu no Naito Fantomu                                                                               | 22 maggio 2005    | 2 gennaio 2010   |
| 9   | La porta della disciplina 「修練の門、メリロとブモル」 - Shūren no mon, Meriro to Bumoru                                                                    | 29 maggio 2005    | 3 gennaio 2010   |
| 10  | La seconda grande guerra 「第二次メルヘヴン大戦」 - Dainiji Meruhevun taisen                                                                                | 5 giugno 2005     | 5 gennaio 2010   |
| 11  | La seconda versione di Babbo 「見せてやる！バッボ·バージョン②」 - Misete yaru! Babbo Bājon 2                                                                | 12 giugno 2005    | 7 gennaio 2010   |
| 12  | Nanashi, il capo di Rubelia 「ルベリアのボス、ナナシ！」 - Ruberia no bosu, Nanashi!                                                                        | 19 giugno 2005    | 8 gennaio 2010   |
| 13  | Orco nel lago sotterraneo 「地底湖の戦い！ナナシＶＳオルコ！！」 - Chiteiko no tatakai! Nanashi VS Oruko!!                                                  | 26 giugno 2005    | 12 gennaio 2010  |
| 14  | La terza versione di Babbo 「バッボ·バージョン③！出て来いガーゴイル！！」 - Babbo Bājon 3! Dete koi Gāgoiru!!                                               | 3 luglio 2005     | 13 gennaio 2010  |
| 15  | Il settimo membro della squadra 「７人目の仲間？ジョン·ピーチ！？」 - 7-nin me no nakama? Jon Pīchi!?                                                       | 10 luglio 2005    | 14 gennaio 2010  |
| 16  | I War Game 「ウォーゲーム開始！」 - Wō Gēmu kaishi! | 17 luglio 2005    | 15 gennaio 2010  |
| 17  | Alviss contro Leno 「１ＳＴバトル①！アルヴィスＶＳレノ！！」 - 1st batoru (1)! Aruvisu VS Reno!!                                                            | 24 luglio 2005    | 16 gennaio 2010  |
| 18  | Jack contro Pano 「１ＳＴバトル②！ジャックＶＳパノ！！」 - 1st batoru (2)! Jakku VS Pano!!                                                                  | 31 luglio 2005    | 20 gennaio 2010  |
| 19  | Capitan Ginta e Gargoyle contro Garon 「キャプテン・ギンタ！ガーゴイルＶＳガロン」 - Kyaputen Ginta! Gāgoiru VS Garon                                       | 7 agosto 2005     | 21 gennaio 2010  |
| 20  | Ritorno alla porta della disciplina 「修練の門再び！ケンカのやり方教えます！！」 - Shūren no mon futatabi! Kenka no yarikata oshiemasu!!                    | 14 agosto 2005    | 22 gennaio 2010  |
| 21  | La principessa scende in campo! 「砂漠フィールド！闘うお姫様！！」 - Sabaku fīrudo! Tatakau ohimesama!!                                                     | 21 agosto 2005    | 26 gennaio 2010  |
| 22  | Nanashi contro Roco 「ナナシＶＳロコ！呪いのワラ人形！！」 - Nanashi VS Roko! Noroi no wara ningyō!!                                                        | 28 agosto 2005    | 27 gennaio 2010  |
| 23  | Dorothy, la temibile strega 「恐るべき魔女！ドロシー！！」 - Osorubeki majo! Doroshī!!                                                                      | 4 settembre 2005  | 28 gennaio 2010  |
| 24  | La gioia di Phantom 「ファントムの密やかな楽しみ」 - Fantomu no hisoyaka na tanoshimi                                                                       | 11 settembre 2005 | 29 gennaio 2010  |
| 25  | Alan, il ritardatario! 「遅れて来た男！アラン！！」 - Okuretekita otoko! Aran!!                                                                             | 18 settembre 2005 | 2 febbraio 2010  |
| 26  | Jack alla riscossa 「男を見せるぜジャック！魔法のキノコ！！」 - Otoko wo miseruze Jakku! Mahō no kinoko!!                                                   | 25 settembre 2005 | 3 febbraio 2010  |
| 27  | Neve sul campo di battaglia 「私、負けないよ！火山群のスノウ！！」 - Watashi, makenai yo! Kazan gun no Sunou!!                                              | 2 ottobre 2005    | 4 febbraio 2010  |
| 28  | Ginta contro Kanocchi 「呪いのロウソク！ギンタＶＳカノッチ！！」 - Noroi no Rousoku! Ginta VS Kanocchi!!                                                    | 9 ottobre 2005    | 5 febbraio 2010  |
| 29  | Alviss contro Rolan 「もうひとつのゾンビタトゥー！アルヴィスＶＳロラン！！」 - Mou hitotsu no Zonbi Tatū! Aruvisu VS Roran                                  | 16 ottobre 2005   | 9 febbraio 2010  |
| 30  | Phantom e lo zodiaco 「戦慄！ファントムとゾディアックのナイト！！」 - Senritsu! Fantomu to Zodiakku no Naito!!                                              | 23 ottobre 2005   | 11 febbraio 2010 |
| 31  | La battaglia delle ombre! L'intervento del Gargoyle 「シャドーバトル！ガーゴイルＶＳブラックガーゴイル！！」 - Shadō batoru! Gāgoiru VS Burakku Gāgoiru!!   | 30 ottobre 2005   | 13 febbraio 2010 |
| 32  | La strategia di combattimento di Alviss 「静かなる闘志⋯ アルヴィスの力⋯」 - Shizukanaru tōshi… Aruvisu no chikara…                                          | 6 novembre 2005   | 20 febbraio 2010 |
| 33  | La squadra MÄR in difficoltà 「どうなるジャック！どうするドロシー！？」 - Dō naru Jakku! Dō suru Doroshī!?                                                  | 13 novembre 2005  | 23 febbraio 2010 |
| 34  | Aqua alle prese con Nanashi 「アクアとアッコちゃんとナナシ流！」 - Akua to Akko-chan to Nanashi ryū!                                                        | 20 novembre 2005  | 25 febbraio 2010 |
| 35  | Girom al contrattacco, Egora contro il Gargoyle 「逆襲のギロム！エゴラＶＳガーゴイル！！」 - Gyakushū no Giromu! Egora VS Gāgoiru!!                         | 27 novembre 2005  | 1º marzo 2010    |
| 36  | Il potere della voce, Dorothy affronta Raperonzolo 「ドロシーＶＳラプンツェル、唄え。クレイジーキルト！！」 - Doroshī VS Rapuntseru, utae. Kureijī Kiruto!! | 4 dicembre 2005   | 2 marzo 2010     |
| 37  | Caldia, la terra delle streghe 「魔法の国、カルデアへ」 - Mahō no kuni, Karudea he                                                                          | 11 dicembre 2005  | 3 marzo 2010     |
| 38  | Lo scontro tra Phantom e Ginta 「侵略者ファントム・ギンタ激闘の果てに⋯」 - Shinryakusha Fantomu Ginta gekitō no hate ni…                                    | 18 dicembre 2005  | 4 marzo 2010     |
| 39  | Ash, il protettore dei bambini 「こども大好きナイト、アッシュ！！」 - Kodomo daisuki Naito, Asshu!!                                                         | 25 dicembre 2005  | 5 marzo 2010     |
| 40  | Una nuova sfida, Neve contro Emokis 「世界一ブサイク決定戦！？スノウＶＳエモキス！！」 - Sekaiichi Busaiku kettei sen!? Sunou VS Emokisu!!                  | 8 gennaio 2006    | 6 marzo 2010     |
| 41  | Alviss perde il suo potere magico 「奪われた魔力！アルヴィスの危機！！」 - Ubawareta maryoku! Aruvisu no kiki!!                                             | 15 gennaio 2006   | 7 marzo 2010     |
| 42  | Candice all'attacco contro Jack 「快感！石使いのナイト、キャンディス！！」 - Kaikan! ishitsukai no Naito, Kyandisu!!                                        | 22 gennaio 2006   | 8 marzo 2010     |
| 43  | Una nuova trappola, Psicosfera 「死の戦場！サイコスペース！！」 - Shi no senjō! Saiko Supēsu!!                                                              | 29 gennaio 2006   | 9 marzo 2010     |
| 44  | Uno scontro decisivo, Nanashi contro Galian 「運命の死闘！ナナシＶＳガリアン！！」 - Unmei no shitō! Nanashi VS Garian!!                                    | 5 febbraio 2006   | 10 marzo 2010    |
| 45  | Scontro ad armi pari, Nanashi riacquista la memoria 「雷撃×雷撃！ナナシ、よみがえる記憶！！」 - Raigeki × raigeki! Nanashi, yomigaeru kioku!!               | 12 febbraio 2006  | 12 marzo 2010    |
| 46  | La vendetta di Ian 「新生ナイト、復讐のイアン！」 - Shinsei Naito, fukushū no Ian!                                                                          | 19 febbraio 2006  | 13 marzo 2010    |
| 47  | Alviss corre in soccorso di Bell 「傷だらけのアルヴィス」 - Kizudarake no Aruvisu                                                                           | 26 febbraio 2006  | 14 marzo 2010    |
| 48  | Dorothy si arrabbia 「怒りのドロシー！砂漠の塔」 - Ikari no Doroshī! Sabaku no tō                                                                           | 5 marzo 2006      | 15 marzo 2010    |
| 49  | I Sonnen dietro la porta della disciplina 「ゾンネンズ！狙われた修練の門！！」 - Zonnenzu! Nerawareta shūren no mon!!                                       | 12 marzo 2006     | 16 marzo 2010    |
| 50  | Alviss contro Nanashi, all'interno del labirinto 「アルヴィス×ナナシ！禁断のラビリンス！！」 - Aruvisu × Nanashi! Kindan no rabirinsu!!                     | 19 marzo 2006     | 17 marzo 2010    |
| 51  | Dorothy contro Neve! Il potere del rossetto! 「ドロシー×スノウ！誘惑のルージュ！！」 - Doroshī × Sunou! Yūwaku no rūju!!                                    | 26 marzo 2006     | 19 marzo 2010    |
| 52  | Concentrazione! Il potere del sesto senso! 「届け！希望のシックスセンス！！」 - Todoke! Kibō no shikkusu sensu!!                                            | 2 aprile 2006     | 20 marzo 2010    |
| 53  | Ti sconfiggerò, Phantom! 「ファントムを倒す」 - Fantomu wo taosu                                                                                            | 10 aprile 2006    | 21 marzo 2010    |
| 54  | Brividi per Alan 「アランのサブイボ」 - Aran no sabuibo | 17 aprile 2006    | 22 marzo 2010    |
| 55  | Alviss non perdona! 「アルヴィスが許せない」 - Aruvisu ga yurusenai                                                                                         | 24 aprile 2006    | 23 marzo 2010    |
| 56  | Dorothy nella pancia della balena 「ドロシーが食べられた」 - Doroshī ga taberareta                                                                          | 1º maggio 2006    | 24 marzo 2010    |
| 57  | Il sorriso della principessa Neve 「スノウが笑った」 - Sunou ga waratta                                                                                     | 8 maggio 2006     | 25 marzo 2010    |
| 58  | La rabbia di Ian 「イアンが怒る」 - Ian ga okoru | 15 maggio 2006    | 26 marzo 2010    |
| 59  | Ginta torna a casa 「ギンタ東京へ」 - Ginta Tōkyō he | 22 maggio 2006    | 27 marzo 2010    |
| 60  | Nanashi motociclista spericolato 「ナナシの暴走」 - Nanashi no bōsō                                                                                         | 29 maggio 2006    | 28 marzo 2010    |
| 61  | Dorothy cameriera 「深窓のドロシー」 - Shinsō no Doroshī | 29 maggio 2006    | 29 marzo 2010    |
| 62  | Alan grande detective 「アランの名探偵」 - Aran no meitantei                                                                                                | 11 giugno 2006    | 30 marzo 2010    |
| 63  | Alviss e la bambina 「アルヴィスと少女」 - Aruvisu to shōjo                                                                                                 | 18 giugno 2006    | 31 marzo 2010    |
| 64  | La maschera di Koyuky 「小雪の仮面」 - Koyuki no kamen | 25 giugno 2006    | 1º aprile 2010   |
| 65  | Il meraviglioso mondo di Lilith 「不思議の国のリリス」 - Fushigi no kuni no Ririsu                                                                          | 2 luglio 2006     | 2 aprile 2010    |
| 66  | Il segreto della regina di Reginrave 「レギンレイヴ姫の秘密」 - Reginreivu hime no himitsu                                                                  | 9 luglio 2006     | 3 aprile 2010    |
| 67  | Roco e il nuovo Arm 「ロコと呪いの新ÄＲＭ」 - Roko to Noroi no shin ÄRM                                                                                     | 16 luglio 2006    | 4 aprile 2010    |
| 68  | Inizia l'incontro finale 「ラストバトル始まるッ」 - Rasuto batoru hajimaru                                                                                  | 23 luglio 2006    | 5 aprile 2010    |
| 69  | Jack e il giardino del fuoco 「ジャックと炎のガーディアン」 - Jakku to honō no gādian                                                                       | 30 luglio 2006    | 6 aprile 2010    |
| 70  | Alviss e Rolan si incontrano di nuovo 「再戦 アルヴィス対ロラン」 - Saisen Aruvisu tai Roran                                                                | 6 agosto 2006     | 7 aprile 2010    |
| 71  | L'attimo eterno 「永遠の刹那」 - Eien no setsuna | 13 agosto 2006    | 8 aprile 2010    |
| 72  | La sofferenza di Chimera 「悲しみの花嫁」 - Kanashimi no Kimera                                                                                             | 20 agosto 2006    | 9 aprile 2010    |
| 73  | L'antica ferita di Alan 「アランの古傷」 - Aran no torauma                                                                                                  | 27 agosto 2006    | 10 aprile 2010   |
| 74  | Addio Halloween 「さらば旧友」 - Saraba Harowin | 3 settembre 2006  | 11 aprile 2010   |
| 75  | Il giuramento 「ルベリアの誓い」 - Ruberia no chikai | 10 settembre 2006 | 12 aprile 2010   |
| 76  | Artigli rossi 「真紅の爪」 - Shinku no Gānetto Kurou | 17 settembre 2006 | 13 aprile 2010   |
| 77  | Ginta contro Phantom 「ギンタ対ファントム」 - Ginta tai Fantomu                                                                                             | 24 settembre 2006 | 14 aprile 2010   |
| 78  | Il gatto guardiano 「最凶猫ガーディアン」 - Saikyō neko gādian                                                                                              | 1º ottobre 2006   | 15 aprile 2010   |
| 79  | La conclusione 「決着ッ」 - Kecchaku | 8 ottobre 2006    | 16 aprile 2010   |
| 80  | Una graziosa ospite 「かわいい来客」 - Kawaii raikyaku | 15 ottobre 2006   | 17 aprile 2010   |
| 81  | Babbo si rompe 「バッボ割れる」 - Babbo wareru | 22 ottobre 2006   | 18 aprile 2010   |
| 82  | La rinascita 「復活の咆哮」 - Fukkatsu no hōkō | 29 ottobre 2006   | 19 aprile 2010   |
| 83  | Ian e la sposa 「イアンと花嫁」 - Ian to hanayome | 12 novembre 2006  | 20 aprile 2010   |
| 84  | Il salvataggio di Neve 「スノウ奪還」 - Sunou dakkan | 12 novembre 2006  | 21 aprile 2010   |
| 85  | Scopa di Zefiro, tempesta emotiva 「愛の嵐ゼピュロスブルーム」 - Ai no arashi Zepyurosu Burūmu                                                              | 19 novembre 2006  | 22 aprile 2010   |
| 86  | Il rondò del tempo 「時間の輪舞」 - Jikan no rondo | 26 novembre 2006  | 23 aprile 2010   |
| 87  | La città fortificata dell'isola di Partogain 「城塞都市バルトガイン」 - Jōsai toshi Barutogain                                                              | 3 dicembre 2006   | 24 aprile 2010   |
| 88  | Il sogno di Phantom 「ファントムの夢」 - Fantomu no yume | 10 dicembre 2006  | 25 aprile 2010   |
| 89  | Il risveglio del tatuaggio zombie 「覚醒のゾンビタトゥ」 - Kakusei no zonbi tatū                                                                            | 17 dicembre 2006  | 26 aprile 2010   |
| 90  | La strada per Klavier 「忘却のクラヴィーア」 - Bōkyaku no Kuravīa                                                                                           | 24 dicembre 2006  | 27 aprile 2010   |
| 91  | Dormi Alviss 「アルヴィスよ瞑（ねむ）れ」 - Aruvisu yo tsumu(nemu)re                                                                                        | 7 gennaio 2007    | 28 aprile 2010   |
| 92  | Il castello della nebbia 「ミスティ キャッスル」 - Misuti Kyassuru                                                                                          | 14 gennaio 2007   | 29 aprile 2010   |
| 93  | Analisi dell'oltretomba 「冥界のアナリーゼ」 - Meikai no anarīze                                                                                            | 21 gennaio 2007   | 30 aprile 2010   |
| 94  | La rosa sfiorisce eppure si colora 「薔薇は散りてなお染まり」 - Bara wa chirite nao somari                                                                  | 28 gennaio 2007   | 1º maggio 2010   |
| 95  | La verità di Neve 「スノウの真実」 - Sunou no shinjitsu | 4 febbraio 2007   | 2 maggio 2010    |
| 96  | Una pace illusoria 「偽りの平和」 - Itsuwari no heiwa | 11 febbraio 2007  | 3 maggio 2010    |
| 97  | Le fiamme della Fenice 「炎に散り 水に眠る」 - Honō ni chiri, mizu ni nemuru                                                                                | 18 febbraio 2007  | 4 maggio 2010    |
| 98  | Addio pezzo della scacchiera dal cuore puro 「さらば心優しきチェス」 - Saraba kokoro yasashiki chesu                                                        | 25 febbraio 2007  | 5 maggio 2010    |
| 99  | La luce di Alviss 「アルヴィスの光」 - Aruvisu no hikari | 4 marzo 2007      | 6 maggio 2010    |
| 100 | Scopa di Zefiro, tempesta di compassione 「哀の嵐ゼピュロスブルーム」 - Ai no arashi Zepyurosu Burūmu                                                       | 11 marzo 2007     | 7 maggio 2010    |
| 101 | Ginta contro il lord 「ギンタ対ダンナ」 - Ginta tai Danna                                                                                                   | 18 marzo 2007     | 8 maggio 2010    |
| 102 | L'emozione continua 「ワクワクは止まらない」 - Wakuwaku wa tomaranai                                                                                        | 25 marzo 2007     | 9 maggio 2010    |

### Sigle
In Italia, su Hiro sono state usate quelle strumentali americane, mentre nelle repliche su Italia 2 la sigla è in lingua italiana composta da Chicco Santulli e cantata da Giacinto Livia (inoltre nella parte finale dell'episodio 102 è stata utilizzata la base musicale della sigla come parte integrante della colonna sonora). Per la messa in onda su Italia 1, invece, vengono nuovamente utilizzate le sigle americane per la prima serie, ma quelle originali giapponesi per la seconda.
Sigla di apertura
- Kimi no omoi egaita yume Atsumeru HEAVEN (君の思い描いた夢 集メルＨＥＡＶＥＮ?), dei GARNET CROW (ep. 1-26)
- Hare tokei (晴れ時計?), dei GARNET CROW (ep. 27-51)
- Yume hanabi (夢・花火?), dei GARNET CROW (ep. 52-77)
- Kaze to RAINBOW (風とＲＡＩＮＢＯＷ?), dei GARNET CROW (ep. 78-102)

Sigla di chiusura
- I just wanna hold you tight, di Miho Komatsu (ep. 1-13)
- Fukigen ni naru watashi (不機嫌になる私?), di Sayuri Iwata (ep. 14-26)
- Mainichi adventure (毎日アドベンチャー?), delle Sparkling☆Point (ep. 27-39)
- Sakura-iro (桜色?), di Shori Takei (ep. 40-51)
- MIRACLE, di Rina Aiuchi (ep. 52-64)
- Koyoi eden no katasumide (今宵エデンの片隅で?), dei GARNET CROW (ep. 65-77)
- Mou kokoro yuretarishinaide (もう心揺れたりしないで?), di Aiko Kitahara (ep. 78-90)
- Kono te wo nobaseba (この手を伸ばせば?), dei GARNET CROW (ep. 91-101)
- Kimi no omoi egaita yume Atsumeru MÄR HEAVEN (君の思い描いた夢 集メルＨＥＡＶＥＮ?), dei GARNET CROW (ep. 102)

Sigla di apertura e di chiusura italiana
- MÄR, di Giacinto Livia (soltanto repliche su Italia 2)

## CD
| Nº | Titolo CD                                                             | Data uscita   |
| -- | --------------------------------------------------------------------- | ------------- |
| 1  | MÄR Heaven THEME SONG BEST (メルヘヴン ＴＨＥＭＥ ＳＯＮＧ ＢＥＳＴ?) | 14 marzo 2007 |

## Videogiochi
Durante il corso della serie, sono stati pubblicati diversi videogiochi dalla Konami.
| Nº | Titolo videogioco                                                                               | Piattaforma      | Data uscita      |
| -- | ----------------------------------------------------------------------------------------------- | ---------------- | ---------------- |
| 1  | MÄR Heaven: KNOCKIN'ON HEAVEN'S DOOR (メルヘヴン ＫＮＯＣＫＩＮ'ＯＮ ＨＥＡＶＥＮ'Ｓ ＤＯＯＲ?) | Game Boy Advance | 30 giugno 2005   |
| 2  | MÄR Heaven: ÄRM FIGHT DREAM (メルヘヴン ÄRM ＦＩＧＨＴ ＤＲＥＡＭ?)                             | PlayStation 2    | 3 novembre 2005  |
| 3  | MÄR Heaven: Chaldea no akuma (メルヘヴン カルデアの悪魔?)                                       | Nintendo DS      | 30 marzo 2006    |
| 4  | MÄR Heaven: Bōkyaku no clavier (メルヘヴン 忘却のクラヴィーア?)                                 | Nintendo DS      | 7 settembre 2006 |